# Miss A
Miss A (кор. 미쓰에이, стилизовано как miss A) — южнокорейско-китайская гёрл-группа, сформированная в 2010 году компанией JYP Entertainment. Название группы означает «Мисс Азия» и обозначает высший уровень А. Группа состояла из четырёх участниц: Фей, Джиа, Мин и Сюзи. 27 декабря 2017 года группа была расформирована.

## Карьера

### Пре-дебют: Ранние начинания в Китае
Изначально группа состояла из пяти трейни, которых JYP объединил в 2010 году. Во время стажировки девочки отправились в Китай, где появились на нескольких музыкальных шоу и представили себя китайской публике. Так как у группы не было официального названия, в Китае их начали называть JYP Sisters (рус. Сёстры JYP) и «Китайские Wonder Girls». Однако состав группы всё равно прошёл через некоторые изменения: ушло две участницы, включая Лим, которая позже была принята в Wonder Girls.
В марте 2010 года 15-летняя Сюзи была принята в группу и трио назвали «Miss A». До начала карьеры Сюзи работала моделью для онлайн-магазина. Свои первые официальные промоушены коллектив начал в Китае с подписания контракта с Samsung Electronics. Специально для рекламы компании была выпущена песня «Love Again», и представлена на Samsung Beat Festival. В видеоклипе на песню также появилась певица Ли Мин Ён. В шестом классе она прошла прослушивание и улетела в США, где стажировалась на протяжении шести лет. В 2008 году вернулась в Корею, чтобы продолжить свою деятельность. Во время проживания в Нью-Йорке она училась в Repertory Company High School. Позже было объявлено, что она также присоединится к группе для их южнокорейского дебюта в апреле.

### 2010—11: Дебют,A Classи дебют в Китае

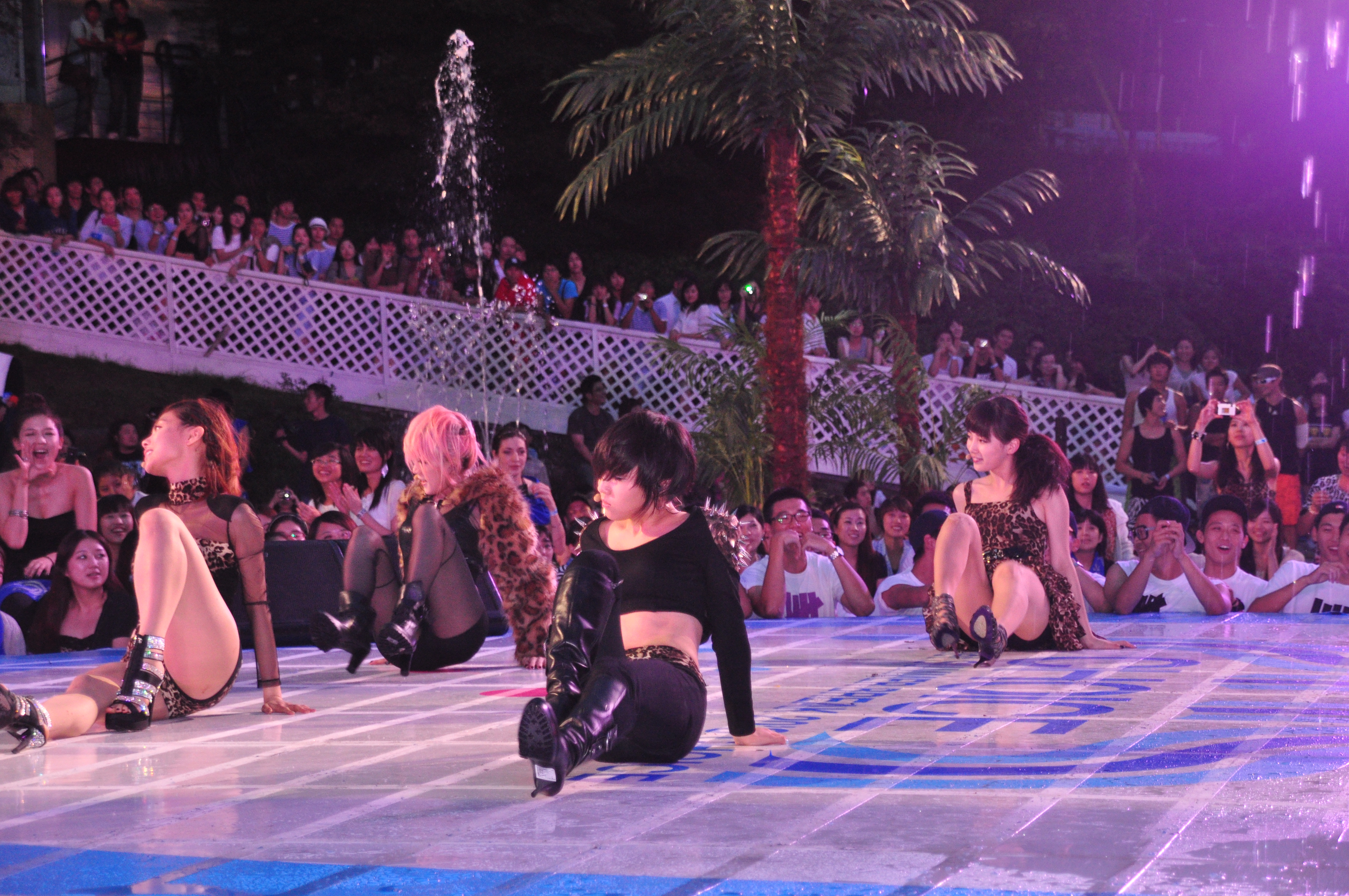
Miss A на двадцатой Mnet’s Choice Awards, август 2010 года

Официальный дебют группы в Южной Корее состоялся 1 июля с выходом сингла «Bad Girl Good Girl». Песня была взята из их дебютного альбома A Class. Miss A заняли первое место на шоу Music Bank, став девичьей группой с самым быстрым № 1 в музыкальной программе. Группа также заняла первое место на Inkigayo. 1 августа коллектив заработал свою первую награду от M! Countdown. Песня продержалась на первом месте четыре недели, тем самым побив рекорд Girls’ Generation.
26 сентября группа совершила камбэк с синглом «Step Up». Они также проводили промоушен «Breathe» как лид-сингла с их альбома и показали «экзотическую и кукольную трансформацию» что полностью отличалось от их дебютного мини-альбома. 7 октября состоялось первое выступление на M! Countdown. Miss A заняли первое место на этом телешоу в последнюю неделю октября.
В мае 2011 года был выпущен сингл «Love Alone». Песня была использована для ледового шоу Ким Ён А, и была исполнена на открытии «All That Skate Spring 2011».
18 июля был выпущен дебютный полноформатный альбом A Class. Он состоит из предыдущих хитов группы, а также включает в себя четыре новых трека (среди них новый сингл «Good Bye Baby»). Всего в альбоме 13 песен. Промоушен «Good Bye Baby» начался 21 июля на M! Countdown, и продолжился на Music Bank, The Show и Inkigayo, где группа везде одержала победы.
30 сентября состоялся дебют Miss A в Китае (было выпущено специальное издание их альбома с DVD-версией и китайскими версиями синглов). После выпуска пластинка заняла 3 место в G-Music Chart.

### 2012—13:Touch,Independent Woman Part IIIиHush

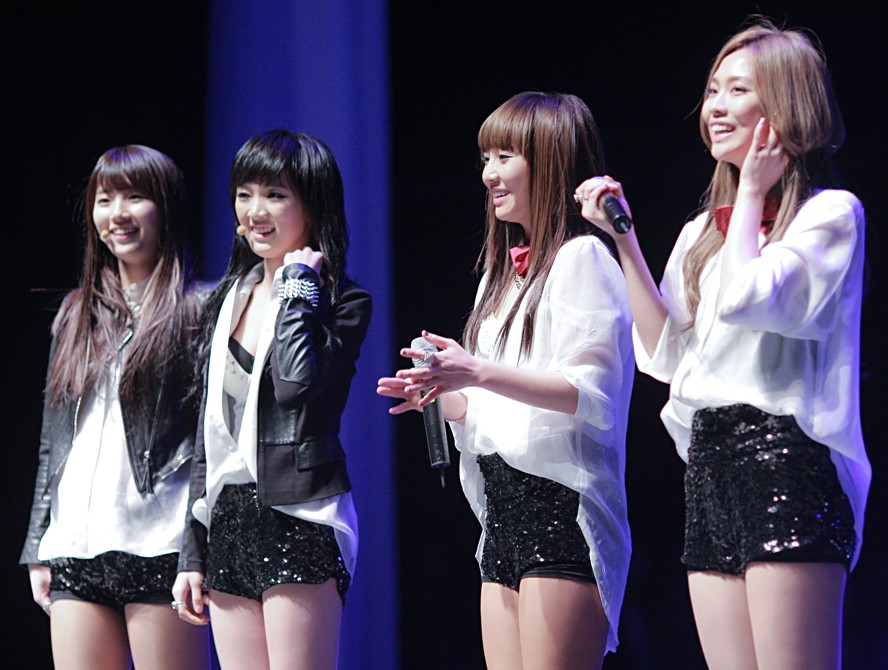
Miss A в Школе искусств Сеула, 2012 год

20 февраля 2012 года был выпущен мини-альбом Touch. 29 февраля был выпущен клип, который набрал свыше 1 миллиона просмотров за первые сутки. Промоушен начался 23 февраля на M! Countdown. 29 февраля группа одержала победу на Show Champion. 1 марта их также ждала победа на M! Countdown, 4 марта — на Inkigayo, а 7 марта — на Music On Top.
22 марта был представлен видеоклип на китайскую версию «Touch». 23 марта состоялась премьера китайской версии альбома в Гонконге и Тайване. Альбом состоит из китайской и корейской версий «Touch» вместе с DVD-версией с клипами. Сразу после релиза «Touch» сразу же взлетел на вершины китайских чартов. На последней неделе промоушена группа также представила песню «Over U».
15 октября состоялся релиз мини-альбома Independent Woman Part III. 16 октября miss A попали в небольшую автомобильную аварию. Девушки были доставлены в больницу и задержались на несколько часов. 18 октября у них начался промоушен «I Don’t Need a Man».
29 октября 2013 года был выпущен второй полноформатный альбом Hush. Промоушен начался 7 ноября и закончился 8 декабря, в этот период группа выступила на нескольких музыкальных шоу и заработала победы на них. Позже менеджмент группы перешёл в руки JYP Entertainment (ранее менеджментом занимался подлейбл «AQ Entertainment»).

### 2015—17:Colors, уходы Джиа и Мин и расформирование
30 марта 2015 года был выпущен третий мини-альбом Colors, главным синглом которого стала композиция «Only You». Через год стало известно о том, что Джиа покинула агентство по истечении срока контракта. 8 ноября 2017 года JYP сообщили об уходе Мин. 27 декабря было объявлено об официальном расформировании группы, Фей и Сюзи продолжат сольную деятельность.

## Участницы
| Сценический псевдоним | Сценический псевдоним | Настоящее имя | Дата рождения | Позиция в группе                              |
| Русский               | Корейский             | Настоящее имя | Дата рождения | Позиция в группе                              |
| --------------------- | --------------------- | ------------- | ------------- | --------------------------------------------- |
| Фей                   | 페이                  | Ван Фэйфэй    | 27.04.1987    | Ведущая вокалистка, ведущий танцор            |
| Джиа                  | 지아                  | Мэн Цзя       | 02.03.1990    | Главный рэпер, ведущий танцор, вокалистка     |
| Мин                   | 민                    | Ли Минён      | 21.06.1991    | Главная вокалистка, главный танцор, рэпер     |
| Сюзи                  | 수지                  | Пэ Суджи      | 10.10.1994    | Ведущая вокалистка, саб-танцор, вижуал, макнэ |

## Дискография

### Студийные альбомы
- A Class (2011)
- Hush (2013)

### Мини-альбомы
- Touch (2012)
- Independent Woman Part III (2012)
- Colors (2015)

### Сольные альбомы
- Bad But Good (2010)
- Step Up (2010)

## Фильмография

### Драмa
| 2012 | Dream High 2 | Камео в 15 эпизоде | D High | главная роль сюзи |

### Различные шоу
| Год  | Название    | Платформа      | Примечание |
| ---- | ----------- | -------------- | ---------- |
| 2015 | Real Miss A | YouTube, Naver | Ведущие    |

## Награды
| Год  | Награды |
| ---- | --- |
| 2010 | - Cyworld Digital Music Awards: Новичок месяца (Июль) («Bad Girl Good Girl») - Cyworld Digital Music Awards: Песня месяца (Июль) («Bad Girl Good Girl») - M.net Asian Music Awards: Женская премия новичка - M.net Asian Music Awards: Лучший женский танец («Bad Girl Good Girl») - M.net Asian Music Awards: Песня года («Bad Girl Good Girl») - 25th Golden Disk Awards : Digital Music Bonsang («Bad Girl Good Girl») - 2nd Melon Music Awards: MBC + Star Award |
| 2011 | - 20th Seoul Music Awards: Премия Bonsang ("Bad Girl Good Girl) - Gaon Chart Awards: Лучшие цифровые продажи («Bad Girl Good Girl») - 8th Korean Music Awards : Лучшая танцевальная и электромузыкальная песня («Bad Girl Good Girl») |